# Спостерігач (оповідання)
« Спостерігач» (англ. The Observer) — науково-фантастичне оповідання Кліффорда Сімака, вперше опубліковане журналом «Analog Science Fiction» у травні 1972 року.

## Сюжет
Безтілесний розвідник прокидається на планеті і в процесі розвідки планети починає пригадувати про періодичне стирання пам'яті після кожної розвідки.
Зрештою йому відкриваються спогади про його народження і молодість в біологічному тілі.
Він здогадується, що на планеті існує інша сила, що відкрила йому його спогади.
Оператори розвідника з міркувань власної безпеки переривають комунікацію з ним.
Розвідник звертається до цієї іншої сили із запитаннями.
Сила пропонує йому усвідомити себе, щоб стати вільним і рівним їй.